# Eda Erdem
Pour les articles homonymes, voir Erdem.
Eda Erdem est une joueuse de volley-ball turque née le 22 juin 1987 à İstanbul. Elle mesure 1,87 m et joue au poste de centrale. Elle totalise 95 sélections en équipe de Turquie.
Elle est l'actuel capitaine de la sélection nationale turque et de son club de Fenerbahçe SK.

## Clubs
| Club          | De        | À         |
| ------------- | --------- | --------- |
| Beşiktaş JK   | 2004-2005 | 2007-2008 |
| Fenerbahçe SK | 2008-2009 | …         |

## Palmarès

### Équipe nationale
- Ligue des nations
  - Vainqueur: 2023
  - Finaliste : 2018.
- Championnat d'Europe
  - Vainqueur: 2023
  - Finaliste : 2019.
- Ligue européenne
  - Finaliste : 2009, 2011.

### Clubs
- Championnat de Turquie
  - Vainqueur : 2009, 2010, 2011, 2015, 2017, 2023
  - Finaliste : 2014, 2016.
- Coupe de Turquie
  - Vainqueur : 2010, 2015, 2017.
  - Finaliste : 2014, 2019.
- Supercoupe de Turquie
  - Vainqueur: 2009, 2010, 2015, 2023
  - Finaliste : 2014, 2017.
- Championnat du monde des clubs
  - Vainqueur : 2010.
  - Finaliste : 2021.
- Ligue des champions
  - Vainqueur : 2012.
- Coupe de la CEV
  - Vainqueur : 2014.
  - Finaliste :2013.

### Distinctions individuelles
- Ligue européenne de volley-ball féminin 2010: Meilleure contreuse.
- Championnat du monde des clubs de volley-ball féminin 2010: Meilleure serveuse.
- Ligue européenne de volley-ball féminin 2011: Meilleure serveuse.
- Championnat d'Europe de volley-ball féminin 2015: 2e meilleure centrale[1].
- Ligue des champions féminine de volley-ball 2015-2016: Meilleure centrale[2].
- Championnat d'Europe féminin de volley-ball 2017: Meilleure centrale[3].
- Ligue des nations féminine de volley-ball 2018: Meilleure centrale.
- Championnat d'Europe féminin de volley-ball 2019: Meilleure centrale.
- Championnat d'Europe féminin de volley-ball 2021: Meilleure centrale.